# Wolfgang Tutschke
Wolfgang Tutschke (Görlitz, 28 de setembro de 1934 — 28 de abril de 2021) foi um matemático alemão.

## Obras
- com Josef Naas: Große Sätze und schöne Beweise der Mathematik, WTB Taschenbuch, Akademie Verlag, Berlim, 1986.
- Grundlagen der reellen Analysis, 2 Volumes, Vieweg, 1971.
- Partielle Differentialgleichungen, Teubner, 1983.
- Vorlesungen über partielle Differentialgleichungen, Teubner Texte zur Mathematik, 1978.
- Solutions of initial value problems in classes of generalized analytic functions: the method of scales of Banach spaces, Springer, Teubner, 1989.
- Partielle Differentialgleichungen: klassische, funktionalanalytische und komplexe Methoden, Teubner, 1983.
- Grundlagen der Funktionentheorie, Hochschulbücher für Mathematik, Deutscher Verlag der Wissenschaften, 1967.
- com Harkrishan Vasudeva: An introduction to complex analysis: classical and modern approaches, Chapman and Hall, 2005.